# Yu Yu Hakusho: Meikai Shito Hen - Hono no Kizuna
Yū Yū Hakusho: Meikai Shitō Hen – Honō no Kizuna|幽★遊★白書: 冥界死闘篇・炎の絆| No Brasil chamado de Yu Yu Hakusho: Invasores do Inferno, é segundo filme da série Yu Yu Hakusho.

## Histórico
O filme foi lançado nos cinemas japoneses em 1994, quando a série estava no auge. No Brasil, o longa foi planejado para ser lançado nos cinemas brasileiros em 1999, mas com a falência da Tikara Filmes, acabou indo pro limbo. Na época, apostavam tanto no anime que um orçamento de dublagem do filme até chegou a ser feito, com uma possível escalação, inclusive com Márcio Seixas como Yakumo, o vilão do longa. Assim, o filme só foi exibido no Brasil em 2006, no canal Cartoon Network. Ainda em se tratando de Brasil, o filme teve uma versão em film comic feita pela JBC, com screenshots do filme.
O enredo trata sobre Yakumo, "o rei do Meikai (inferno)", que ordena o dilúvio no Mundo Espiritual e planeja dominar o mundo humano. Na verdade ele planeja usar uma esfera de energia infernal que estava escondida no mundo espiritual para recriar seu mundo no mundo dos humanos.
O tema musical que toca no final do filme se chama "Sayonara wa Iwanai". Ele foi composto por Jill e performado pelo grupo Personz.

### Sinopse
| “ | O Mundo Espiritual é atacado por uma forte enchente, arrasando com o lugar, causada por Yakumo, o rei de Meikai, um mundo paralelo ao Mundo Espiritual, que deixou de existir graças ao poder do Rei Enma. Botan então foge ferida para o mundo dos humanos com o objeto que é preciso para Meikai retornar. Yakumo consegue sequestrar Botan, então Yusuke, Kuwabara, Hiei e Kurama vão à luta, para salvar Botan e a Terra | ” |

### História
Há milhares de anos uma guerra foi travada entre Meikai, o Mundo das Trevas que é comandado por Lord Yakumo, e o Mundo Espiritual (comandado pelo Rei Enma Daioh). Após uma grande batalha, Meikai foi destruído após o Rei Enma aprisionar toda a energia do Meikai na "Esfera de Energia Infernal".
A trama começa quando Lord Yakumo reaparece, ordenando um dilúvio no Mundo Espiritual. Esse dilúvio faz com que o rio Styx - o rio dos mortos - comece a inundar todo o Mundo Espiritual. Koenma viu que não era uma chuva normal e entregou para Botan um item misterioso (a tal "Esfera de Energia Infernal"), que deveria ser entregue a Yusuke. Enquanto isso, na Terra, Yusuke, para variar, estava matando aula no terraço da escola quando vê Botan caindo do céu quase morta.
Então, Hinageshi, uma guia do mundo espiritual, explica que os eventos foram obra do Meikai, o mundo das trevas. Para restaurar o mundo espiritual, Yusuke, Kuwabara, Kurama e Hiei têm que ativar cinco pontos de energia, que nada mais são que portais que liberam a energia do Meikai. No entanto, agentes do Meikai (que são youkais com uma estranha marca) surgem, querendo usar essa energia para seus planos. O líder deles é Yakumo, o senhor do meikai, está tramando transformar o mundo dos humanos em seu novo reino.
Assim, a missão de Yusuke e seus amigos é salvar o Mundo dos Homens e recuperar o Mundo Espiritual que desapareceu completamente no meio da estranha inundação.

## Personagens
Além dos personagens principais (Yusuke Urameshi, Kazuma Kuwabara, Kurama, Hiei, Botan, Koenma, Jorge Saotome, Mestra Genkai e Keiko), o filme traz alguns personagens novos, a saber:

### Hinageshi
Ela é uma guia do Mundo Espiritual e mora no templo Kasane. Hinageshi possui um vasto conhecimento sobre o Meikai, o Mundo de Hades.

### Lord Yakumo
O vilão do filme. Ele é o grande soberano do Meikai, e pretende transformar o Mundo dos Homens no novo Mundo de Hades

### Majari
Ele é mestre da "Técnica dos Espelhos". Lutou contra Kuwabara e copiou a sua Leiken.

### Irmãos Zuirin
A Dupla que atacou Hiei quando este rumava para um dos portais espirituais. Lutam agilmente com seus golpes combinados.

### Laigou
Diferente de Hiei, Laigou é Mestre do Jagan por natureza. Consegue despertar o lado obscuro dos adversários e controlá-los através de seu olho diabólico.

### Kaiki
Ele controla Ilusóes Malévolas. Tenta derrotar Kurama com jogos mentais, disfarçando-se de Kuronue.

### Kuronue/Corvo Negro
Companheiro de empreitadas de Yoko Kurama na sua época de ladrão. Morreu após cair em uma armadilha quando fugiam de um palácio no Mundo das Trevas.